# Georgiasundet

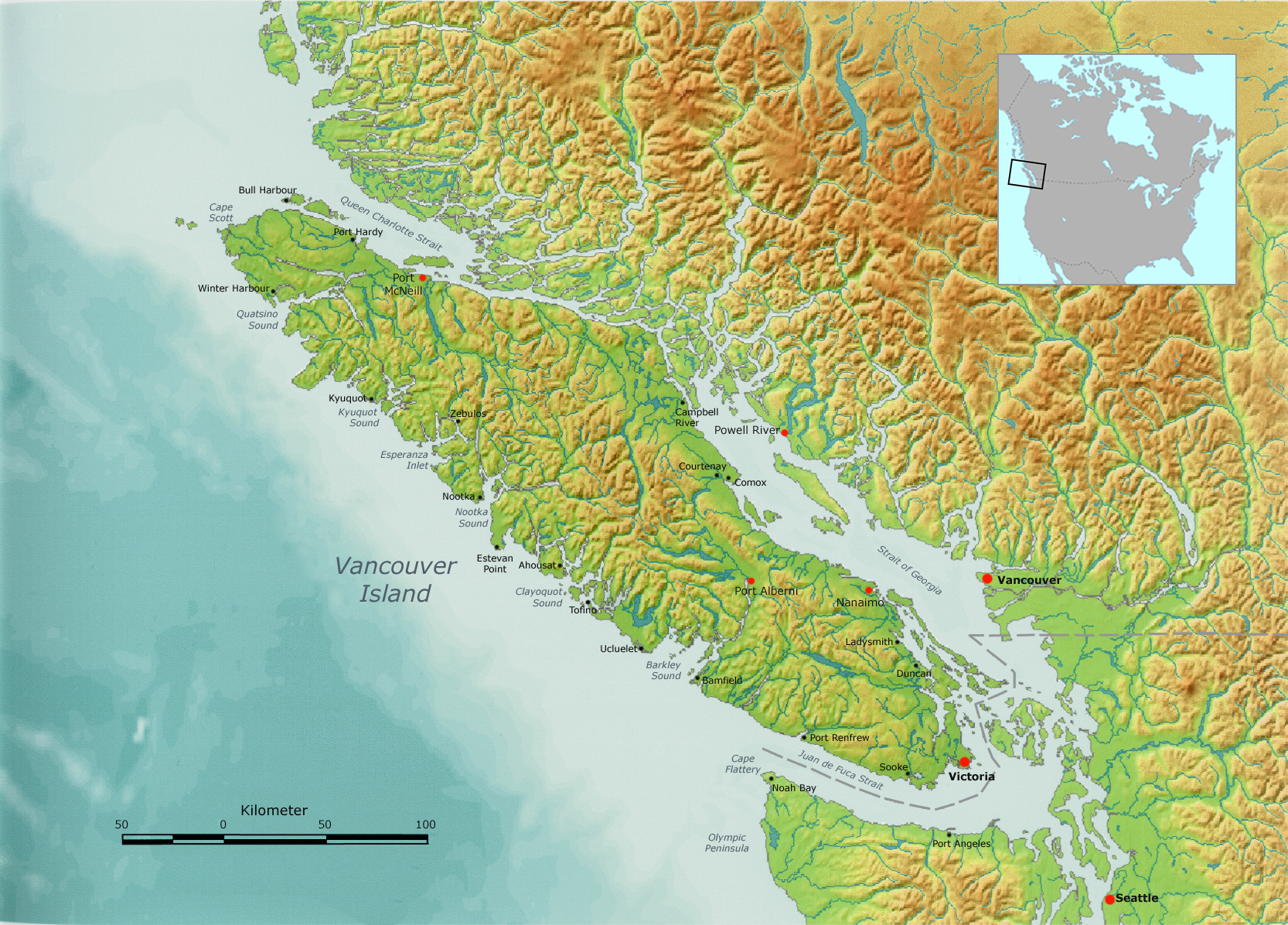
Läget öster om Vancouver Island.

Georgiasundet (engelska Strait of Georgia) är ett sund i Stilla havet vid British Columbias sydvästra hörn. Sundet är ungefär 240 km långt och mellan 25 och 30 km brett, och skiljer Kanadas fastland från Vancouver Island. Kusten har gott om fjordar och vikar (inlets).
I sundets södra del övergår det i en bukt med flera utspridda småöar. I sydlig riktning övergår sundet i Puget Sound, medan västerut övergår det i Juan de Fucasundet som därefter utgår i Stilla havet. Ungefär vid den 49:e breddgraden mynnar Fraserfloden ut.